# نصف‌النهار ۷۰ درجه شرقی
نصف‌النهار ۷۰ درجه شرقی ۷۰مین نصف‌النهار شرقی از گرینویچ است که از لحاظ زمانی ۴ساعت و ۴۰دقیقه با گرینویچ اختلاف زمانی دارد.
این نصف‌النهار از قطب شمال شروع و از مناطق زیر گذشته و به قطب جنوب ختم می‌شود.
- روسیه
- اقیانوس هند